# Sarah Willis (Hornistin)

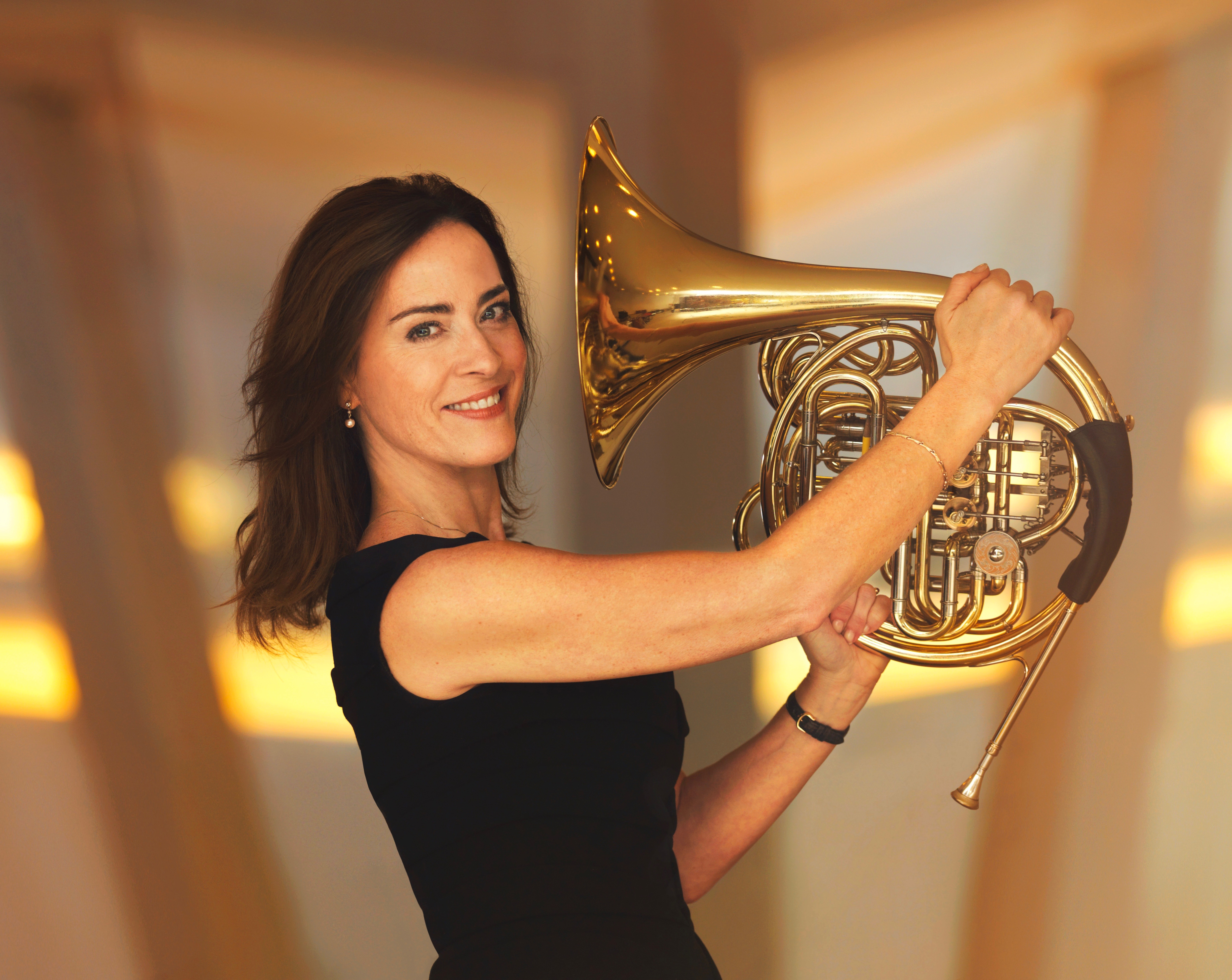
Sarah Willis, 2015

Sarah Elizabeth Peel Willis MBE (* 23. Februar 1968 in Bethesda, Maryland, USA) ist eine US-amerikanisch-britische Hornistin.

## Leben
Als Sarah Willis geboren wurde, verfasste ihre Mutter Margaret als Tanzkritikerin Zeitungsbeiträge, ihr aus Melbourne stammender Vater David K. Willis arbeitete als australischer Auslandskorrespondent des Christian Science Monitor in New York City. Sarah wuchs mit zwei Geschwistern (Alexandra und Alastair) in Tokio, Boston, Moskau (fünf Jahre) und schließlich in Surrey (England) auf und nahm im Alter von 14 Jahren erstmals Hornunterricht; sie studierte an der Guildhall School of Music and Drama in London und danach beim Hornisten Fergus McWilliam in Berlin.
Nach dem Fall der Berliner Mauer 1989 wurde sie 1991 als erste Berufsmusikerin aus dem Westen Mitglied der Staatskapelle Berlin; unter Daniel Barenboim musizierte sie an der Deutschen Staatsoper. 2001 wurde sie als erste Frau in dieser Position Hornistin bei den Berliner Philharmonikern unter Simon Rattle. Willis war zudem Gast in verschiedenen Orchestern, z. B. im Chicago Symphony Orchestra, im London Symphony Orchestra sowie im Royal Philharmonic Orchestra, und sie bestreitet auch Soloauftritte. 2011 war sie in Sydney fünf Tage lang Mentorin der Horngruppe für das YouTube Symphony Orchestra und beim Abschlusskonzert war sie live im Internet vor 33 Millionen Zuschauenden eine der Moderatorinnen.
Willis konzipiert und moderiert Familienkonzerte der Berliner Philharmoniker, wirkt als Moderatorin im Education-Programm der Berliner Philharmoniker und interviewt Dirigenten und Solisten für die Digital Concert Hall, darüber hinaus betreibt sie eine Horn-Community auf Facebook und interviewt auf Google Hangouts andere Musizierende.
Von 2014 bis 2019 moderierte sie das anfangs wöchentlich, später unregelmäßiger erscheinende Musikmagazin „Sarah’s Music“ auf DW-TV.
Für Verdienste um die Wohltätigkeit und die Förderung der klassischen Musik wurde Willis 2021 Member of the Order of the British Empire.

## Tonaufnahmen
- Drei Konzerte für zwei Hörner von Antonio Rosetti. Klaus Wallendorf, Sarah Willis, Bayerische Kammerphilharmonie unter Johannes Moesus. cpo, 2002
- „Trio!“ Trios für Horn, Violine und Klavier von Brahms, Duvernoy und Mozart. Gebr. Alexander Mainz, 2009
- „Mozart & Mambo“ Hornkonzert von W.A. Mozart und cubanische Musik. Aufgenommen im Januar 2020 in Havanna, Kuba